# Радиационный инцидент в Западной Австралии
Радиационный инцидент в Западной Австралии — утеря из грузовика радиоактивной капсулы, содержащей цезий-137, между 10 и 16 января 2023 года в Западной Австралии.
Капсулу перевозили на расстояние 1400 километров (870 миль) от железорудного рудника Гудай-Дарри компании Rio Tinto недалеко от Ньюмана на склад в Малаге, пригороде Перта. 27 января Департамент пожарной охраны и экстренных служб объявил общественности, что капсула пропала, что она потенциально смертельна и может вызвать ожоги и лучевую болезнь. Её обнаружили на обочине дороги недалеко от Ньюмана 1 февраля.

## Капсула
Капсула имеет размеры 6 × 8 мм (0,24 × 0,31 дюйма) и используется как часть радиоизотопного уровнемера в контуре дробления при добыче железной руды. Капсула содержит керамический источник цезия-137 19 гигабеккерелей. Количество радиации, испускаемой капсулой, может вызвать ожоги и лучевую болезнь, а также потенциально смертельно для человека.

## Хронология событий
10 января 2023 года капсула была упакована для проведения ремонтных работ в Перте.
В период с 11 по 14 января капсула покинула шахту Гудай-Дарри компании Rio Tinto для транспортировки.
16 января посылка с капсулой прибыла в Перт, была выгружена и помещена на безопасное хранение.
25 января упаковка была распакована для проверки, при этом отсутствовал один из четырех крепежных болтов и все винты на манометре, а также отсутствовала сама капсула. Власти предположили, что болт ослаб из-за вибрации во время путешествия длиной 1400 километров (870 миль), а затем капсула провалилась через отверстие для болта.
Вечером 25 января Департамент пожарной охраны и экстренных служб (DFES) был уведомлен о пропавшей капсуле полицией Западной Австралии.
27 января главный санитарный врач Западной Австралии Эндрю Робертсон провел экстренную пресс-конференцию, на которой DFES выпустил «срочное предупреждение общественного здравоохранения». Жителей предупредили о необходимости соблюдать безопасную дистанцию в пять метров, если они найдут капсулу, а водителей, недавно проехавших по Великому Северному шоссе, попросили проверить шины своих автомобилей на предмет застревания капсулы в протекторе.
После сообщения о пропаже капсулы был проведен обыск, в котором приняли участие более 100 человек. В число агентств, содействовавших поискам, входили Австралийское агентство радиационной защиты и ядерной безопасности, полиция штата Вашингтон, DFES и Австралийская организация ядерной науки и технологий.
1 февраля капсула была обнаружена в 74 километрах (46 миль) к югу от Ньюмана поисковой командой на автомобиле, двигавшемся со скоростью 70 километров в час (43 мили в час). Присутствие было замечено, когда оборудование обнаружения уловило излучение, испускаемое капсулой. Власти заявили, что маловероятно, что он причинил кому-либо вред в момент пропажи.

## Реакция
Премьер-министр Энтони Альбаниз раскритиковал низкое наказание за потерю радиоактивных материалов в Западной Австралии. Согласно Закону о правилах радиационной безопасности, максимальное наказание за нарушение безопасного хранения, упаковки и транспортировки радиоактивных материалов составляет штраф в размере 1000 долларов. Правительство Западной Австралии заявило, что пересмотрит штрафы за неправильное обращение с радиоактивными материалами, но любые изменения не будут иметь обратной силы.
В июле 2023 года было подтверждено, что Rio Tinto не будет оштрафована, поскольку когда была утеряна «крошечная, но потенциально смертельная» капсула «никаких нарушений закона о радиационной безопасности выявлено не было», хотя «проблемы, выявленные в результате расследования […] вносят вклад в обновление национальных стандартов безопасности».
Rio Tinto предложила оплатить расходы на поиски. После обсуждения с правительством Западной Австралии Рио вместо денежной оплаты пожертвовал мобильный лагерь стоимостью 4 миллиона для помощи в восстановлении после наводнения в Фицрой-Кроссинг.
Средства массовой информации и власти сравнили поиск и последующее обнаружение капсулы с поиском «иголки в стоге сена».